# Convenção do Partido Republicano no Colorado em 2012
O caucus do Partido Republicano no Colorado em 2012 foi realizada em 7 de fevereiro. Os locais de votação abriram às 21 horas (diz-se 9 PM na língua inglesa, horário local), tendo 36 delegados para representar o estado na Convenção Nacional Republicana. Destes, 33 estão comprometidos aos resultados do caucus, enquanto 3 são delegados descomprometidos (unpledged). O caucus do Colorado foi realizada juntamente com o de Minnesota e Missouri. Santorum venceu nos três estados (Colorado, Minnesota e Missouri).
Nos caucuses a escolha dos delegados é feita em reuniões políticas realizadas em residências, escolas e outros prédios públicos, nas quais os eleitores debatem sobre seus candidatos e temas eleitorais. Os delegados eleitos no caucus participam de convenções nos condados, nas quais são eleitos os delegados que irão às convenções estaduais que, por fim, definem os delegados a serem enviados à convenção nacional. O caucus do Colorado ocorreu do tipo fechado, onde apenas os eleitores registrados ao Partido Republicano podem participar.

## Pesquisas de opinião
| Fonte da pesquisa                                                        | Data                      | 1º                | 2º                | 3º                   | Outro |
| ------------------------------------------------------------------------ | ------------------------- | ----------------- | ----------------- | -------------------- | --- |
| Public Policy Polling Margem de erro: ±3.2% Entrevistados: 938           | 4–6 de fevereiro de 2012  | Mitt Romney 37%   | Rick Santorum 27% | Newt Gingrich 21%    | Ron Paul 13%, Outro/Não sabe 2%                                                                                      |
| Public Policy Polling Margem de erro: ±4.3% Entrevistados: 527           | 4 de fevereiro de 2012    | Mitt Romney 40%   | Rick Santorum 26% | Newt Gingrich 18%    | Ron Paul 12%, Outro/Não sabe 3%                                                                                      |
| Public Policy Polling Margem de erro: ±4.4% Entrevistados: 500           | 1–4 de dezembro de 2011   | Newt Gingrich 37% | Mitt Romney 18%   | Michele Bachmann 9%  | Ron Paul 6%, Rick Perry 4%, Rick Santorum 4%, Jon Huntsman 3%, Gary Johnson 1%, Undecided 16%                        |
| Project New West/Keating Research Margem de erro: ±7.2% Entrevistados: – | 19–22 de setembro de 2011 | Mitt Romney 24%   | Rick Perry 20%    | Michele Bachmann 7%  | Newt Gingrich 7%, Herman Cain 5%, undecided 19%                                                                      |
| Public Policy Polling Margem de erro: ±5.5% Entrevistados: 314           | 4–7 de agosto de 2011     | Rick Perry 20%    | Mitt Romney 20%   | Michele Bachmann 12% | Sarah Palin 11%, Ron Paul 8%, Herman Cain 7%, Newt Gingrich 6%, Tim Pawlenty 3%, Jon Huntsman 2%, Outro/Indeciso 11% |
| Public Policy Polling Margem de erro: ±5.5% Entrevistados: 314           | 4–7 de agosto de 2011     | Mitt Romney 22%   | Rick Perry 21%    | Michele Bachmann 15% | Newt Gingrich 9%, Ron Paul 7%, Tim Pawlenty 6%, Herman Cain 5%, Jon Huntsman 2%, Outro/Indeciso 13%                  |
| Public Policy Polling Margem de erro: ±4.9% Entrevistados: 400           | 4–6 de fevereiro de 2011  | Mitt Romney 19%   | Mike Huckabee 16% | Sarah Palin 16%      | Newt Gingrich 12%, Ron Paul 9%, Tim Pawlenty 7%, John Thune 4%, Mitch Daniels 3%, Outro/Indeciso 16%                 |
| Public Policy Polling Margem de erro: ±5.3% Entrevistados: 341           | 30–31 de outubro de 2010  | Mitt Romney 22%   | Newt Gingrich 17% | Sarah Palin 17%      | Mike Huckabee 14%, Tim Pawlenty 6%, Mike Pence 3%, John Thune 2%, Mitch Daniels 1%, Outro/Indeciso 18%               |
| Public Policy Polling Margem de erro: ±4.6% Entrevistados: 448           | 14–16 de maio de 2010     | Sarah Palin 29%   | Mitt Romney 25%   | Mike Huckabee 18%    | Newt Gingrich 16%, Ron Paul 9%, undecided 3%                                                                         |
| Public Policy Polling Margem de erro: ±4.4% Entrevistados: 497           | 5–8 de março de 2010      | Mitt Romney 44%   | Sarah Palin 25%   | Mike Huckabee 17%    | Undecided 14% |